# Johann Heinrich von Thünen
Johann Heinrich von Thünen (1783–1850) – niemiecki ekonomista i agronom. Autor teorii stref rolniczych, zwanej też koncepcją kręgów Thünena. Teoria ta dotyczy zależności między intensywnością produkcji rolniczej i stosowanymi w tej produkcji technologiami oraz odległości do rynków zbytu produktów rolnych. Główne dzieło von Thünen to Der isolierte Staat in Beziehung auf Landwirtschaft und Nationalökonomie.